# Paracalynda picta
Paracalynda picta är en insektsart. Paracalynda picta ingår i släktet Paracalynda och familjen Diapheromeridae.

## Underarter
Arten delas in i följande underarter:
- P. p. picta
- P. p. utilaensis